# Département hypermédia

## Département Hypermédias
Le département hypermédia est une unité d'enseignement à l'Université Paris VIII en Sciences de l'information et de la communication, spécialisée dans le multimédia et les technologies du Web.

## Origine
Ce département est né de la rencontre entre des littéraires et des informaticiens qui fondèrent, au début des années 1990, un groupe de recherche pluridisciplinaire au sein de l'UFR 6 (Langage, Informatique et Technologie) de l'Université de Paris 8. C'est ce groupe, baptisé « Paragraphe » qui allait donner naissance au département, sous l'impulsion de Roger Laufer, François Mellet, puis de Jean-Pierre Balpe.

## Recherche
Le département s'est fait d'abord connaître pour ses recherches sur l'hypertexte, domaine dans lequel il a joué un rôle pionnier en France. Il s'est ouvert ensuite à l'ensemble des problématiques liées à la création multimédia et au web sémantique. Ses activités de recherches s'effectuent au sein du laboratoire « Paragraphe ». Il organise tous les deux ans une conférence internationale intitulée « H2PTM » (Hypertext and Hypermedia, Products, Tools, Methods)

## Enseignement
Il offre des enseignements dans deux spécialités de masters professionnels: "Création et édition numérique" et "Technologies de l'hypermédias" et une spécialité d'un master recherche: "Numérique: enjeux et technologies". Ces formations accueillent une centaine d'étudiants chaque année.